# Шулішов Федір Іванович
Федір Іванович Шулішов (1902, місто П'ятигорськ, тепер Російська Федерація — 1967, місто Іжевськ, Російська Федерація) — радянський діяч органів держбезпеки, начальник УНКВС по Краснодарському краю, начальник УМДБ по Камчатській області. Депутат Верховної Ради СРСР 1-го скликань (1941—1946).

## Біографія
Народився в родині робітника цегельного заводу. У 1915 році закінчив однокласне початкове училище в місті Владикавказі.
У травні 1915 — серпні 1917 року — чорнороб, кур'єр на макуходробильній фабриці Чернецького в місті Владикавказі. У серпні 1917 — липні 1920 року — наймит у заможного селянина Лепєхіна в Терській губернії.
У серпні 1920 — жовтні 1921 року — рядовий, політпрацівник морського загону Всеросійської надзвичайної комісії (ВЧК) у Новоросійську.
Член РКП(б) з вересня 1920 року.
У жовтні 1921 — серпні 1922 року — оперативний уповноважений, начальник відділення водного відділу ВЧК у Ростові-на-Дону.
У вересні 1922 — квітні 1926 року — інструктор Ростовського міського (районного) комітету РКП(б).
У квітні 1926 — жовтні 1927 року — секретар президії виконавчого комітету Ростовської міської ради.
У жовтні 1927 — жовтні 1930 року — голова Північно-Кавказького крайового бюро пролетарських студентів.
У 1930 році закінчив економічний факультет Північно-Кавказького державного університету. З жовтня 1930 по жовтень 1932 року навчався в аспірантурі Інституту харчової промисловості в Ростові, з жовтня 1932 по квітень 1933 року — в аспірантурі Інституту плодоовочевої промисловості в Армавірі.
У травні — жовтні 1933 року — помічник уповноваженого 4-го відділення секретно-політичного відділу ОДПУ СРСР. У жовтні 1933 — липні 1934 року — уповноважений 4-го відділення секретно-політичного відділу ОДПУ СРСР. У липні 1934 — червні 1935 року — уповноважений 4-го відділення секретно-політичного відділу ГУДБ НКВС СРСР. У червні 1935 — жовтні 1938 року — оперативний уповноважений 6-го відділення секретно-політичного відділу ГУДБ НКВС СРСР, помічник начальника відділення ГУДБ НКВС СРСР. У жовтні — грудні 1938 року — помічник начальника слідчої частини НКВС СРСР.
З 15 грудня 1938 по 27 квітня 1939 року — тимчасово виконувач обов'язків начальника Управління НКВС по Краснодарському краю, з 27 квітня 1939 по 26 лютого 1941 року — начальник Управління НКВС по Краснодарському краю. З 26 лютого по 22 квітня 1941 року — начальник Управління НКДБ по Краснодарському краю.
У червні — грудні 1941 року — начальник відділення особливого відділу НКВС Західного фронту. У грудні 1941 — червні 1942 року — заступник начальника особливого відділу НКВС 58-ї армії. У червні — грудні 1942 року — заступник начальника особливого відділу НКВС 39-ї армії. У грудні 1942 — червні 1943 року — заступник начальника особливого відділу НКВС 4-ї Ударної армії.
З 4 червня 1943 по 14 травня 1945 року — заступник начальника УНКДБ по Свердловській області.
У травні — грудні 1945 року — начальник відділу УНКДБ по Сталінській області УРСР.
У січні 1946 — січні 1950 року — начальник Управління НКДБ (МДБ) по Камчатській області. З січня по березень 1950 року перебував у резерві управління кадрів МДБ СРСР.
У березні 1950 — лютому 1951 року — помічник міністра державної безпеки Удмуртськоїх АРСР.
З лютого 1951 року — в запасі. З травня 1951 року працював начальником планово-диспетчерского бюро відділу 57-го мотозавода міста Іжевська.
Потім — не пенсії в місті Іжевську.

## Звання
- молодший лейтенант державної безпеки (8.12.1935)
- лейтенант державної безпеки (5.11.1937)
- капітан державної безпеки (28.12.1938)
- майор державної безпеки (30.04.1939)
- полковник державної безпеки  (14.02.1943)
- підполковник (8.03.1944)

## Нагороди
- орден Вітчизняної війни ІІ ст. (8.03.1943)
- чотири ордени Червоної Зірки (26.04.1940, 20.09.1943, 3.12.1944,)
- медалі
- знак «Почесний працівник ВЧК-ДПУ (XV)» (31.08.1937)